# At Last (album)
At Last − album amerykańskiej piosenkarki Cyndi Lauper. Nagrywany był w nowojorskich studiach: Livewire Recording, Avatar Studios, Right Track Studios, Clinton Recording Studios oraz Bennett Studios
w Englewood (New Jersey). Wydany w 2003 przez wytwórnie Epic/Daylight. Na płycie znajdują się wyłącznie covery.

## Muzycy
- Cyndi Lauper – śpiew
- Stevie Wonder – harmonijka (7)
- Tony Bennett – śpiew (9)
- Steve Gaboury – fortepian, instrumenty klawiszowe (1-8, 10-13), aranżacje (oprócz 4,12)
- Lee Musiker – fortepian (9)
- Rob Hyman – organy Hammonda B3 (13)
- Rob Mathes – keyboard (7)
- Ben Street – gitara basowa (1, 2, 4, 6-8, 10, 13)
- William Wittman – gitara basowa (3)
- Larry Glazener – gitara basowa (5)
- Paul Langosch – kontrabas (9)
- Allison Cornell – skrzypce, altówka (1, 4, 6, 12)
- Mark Stewart – wiolonczela (6, 12)
- Aaron Heick – flety (2)
- Carol Emanuel – harfa (10, 12)
- Kat Dyson – gitary (2, 3, 7, 10, 13)
- Gray Sargent – gitara (9)
- Sammy Merendino – perkusja (2, 3, 6-8, 10)
- Clayton Cameron – perkusja (9)
- Steve Jordan – perkusja (13)
- Sheila E. Carlito Soto – instrumenty perkusyjne (3)
- John Walsh – trąbka (3)
- Dan Reagan – puzon (3)
- Mitch Frohman – saksofon tenorowy i barytonowy (3)
- Ronnie Cuber – klarnet basowy (8)

Orkiestra w składzie:
- Don Sebesky – dyrygent (5)
- Fred Zlotkin, Jeanne Leblanc, Richard Locker – wiolonczele
- Stacy Shames – harfa
- Gerry Reuter – obój
- Elena Barere – pierwsze skrzypce
- Ann Leathers, Jan Mullen, Jonathan Dinklage, Joyce Hammann, Katherine Livolsi-Stern, Nancy McAlhaney, Narciso Figueroa, Paul Woodiel – skrzypce

## Lista utworów
| 1.  | "At Last" (muz. Harrry Warren, sł. Mack Gordon)                                                        | 2:45  |
|     | |       |
| 2.  | "Walk On By" (muz. Burt Bacharach, sł. Hal David)                                                      | 4:33  |
|     | |       |
| 3.  | "Stay" (muz. i sł. Maurice Williams)                                                                   | 3:15  |
|     | |       |
| 4.  | "La vie en rose" (muz. Louis Guglielmi, sł. Edith Piaf, sł. ang. Mack David)                           | 3:34  |
|     | |       |
| 5.  | "Unchained Melody" (muz. Alex North, sł. Hy Zaret)                                                     | 4:27  |
|     | |       |
| 6.  | "If You Go Away" (Jacques Brel, sł ang. Rod McKuen)                                                    | 4:29  |
|     | |       |
| 7.  | "Until You Come Back to Me (That's What I'm Gonna Do)" (Morris Broadnax, Clarence Paul, Stevie Wonder) | 4:39  |
|     | |       |
| 8.  | "My Baby Just Cares for Me" (muz. Walter Donaldson, sł. Gus Kahn)                                      | 2:39  |
|     | |       |
| 9.  | "Makin' Whoopee" duet z Tonym Bennettem (muz. Walter Donaldson, sł. Gus Kahn)                          | 4:16  |
|     | |       |
| 10. | "Don't Let Me Be Misunderstood" (Bennie Benjamin, Sol Marcus, Gloria Caldwell)                         | 3:38  |
|     | |       |
| 11. | "You've Really Got a Hold on Me" (William "Smokey" Robinson)                                           | 4:04  |
|     | |       |
| 12. | "Hymn to Love" (muz. Marguerite Monnot, sł. Eddie Constantine)                                         | 3:37  |
|     | |       |
| 13. | "On the Sunny Side of the Street" (muz. Jimmy McHugh, sł. Dorothy Fields)                              | 4:05  |
|     | |       |
|     | | 50:01 |
|     | |       |

## Informacje uzupełniające
- Produkcja – Cyndi Lauper (i aranżacje oprócz utworów 4,12)
- Produkcja – Rus Titelman (i aranżacje utworów 4,12)
- Inżynier dźwięku – William Wittman, Dae Bennett (9), Femi Jiya (harm. 7)
- Inżynier dźwięku – Steve Gaboury (dodatkowe nagrania)
- Zdjęcia – Rodney Smith
- Projekt wkładki (książeczki) – Sean Evans
- Solo harmonijki Steviego Wondera nagrano w Wonderland Studios w Los Angeles